# ミセヌム条約
ミセヌム条約またはミセヌム協定、ミセヌムの和約 (ラテン語: Pax Misenensis) は紀元前39年、第二回三頭政治期のシチリア反乱の際、イタリア半島の海上封鎖を解くために結ばれた条約（協定）。反乱の指導者セクストゥス・ポンペイウスとマルクス・アントニウス、オクタウィアヌスの間で取り決められた。セクストゥスはこれまで通りシチリアとサルデーニャの支配を認めるだけでなく、コルシカやペロポネソス半島の支配権を得た。
また彼らはセクストゥスをト鳥官(アウグル)に任じ、紀元前33年の執政官(コンスル)とする事を約束した。その代わり、セクストゥスは海上封鎖を解いてローマに穀物を供給することになり、また、カエサル暗殺犯を除くプロスクリプティオによる追放者らの帰還も盛り込まれた。これにより帰還を果たしたティベリウス・クラウディウス・ネロの妻リウィア・ドルシッラとオクタウィアヌスは紀元前38年に結ばれている。
追放者の帰還を実現した事でセクストゥスの威信は大いに高まったが、後にミセヌム条約は破棄され、アッピアノスはアントニウスがペロポネソスの引き渡しを渋った事が原因だとするオクタウィアヌスの主張を記しているが、カッシウス・ディオはオクタウィアヌスとセクストゥスの相互不信に原因があったと記し、当初からオクタウィアヌスの時間稼ぎに過ぎなかったとの指摘も存在する。セクストゥスは再びオクタウィアヌスに戦いを挑んだが、紀元前36年のナウロクス沖の海戦でオクタウィアヌスの腹心マルクス・ウィプサニウス・アグリッパに敗れた後東方に逃れ、アントニウス派の将軍マルクス・ティティウスに捕らえられて処刑された。